# Тешка крстарица
Тешка крстарица (енгл. Heavy cruiser; рус. Тяжёлый крейсер, итал. Incrociatore pesante) — подкласа артиљериских крстарица, грађене су у периоду од 1916. до 1953. године. Термин „тешка крстарица“ официјелно је био уведен 1930. године на Лондоском поморском споразуму. До 1930. године, тешке крстарице су називане „вашингтонским крстарицама“, пошто су Вашингтонским поморским уговором из 1922. године, јасно дефинисане разлике између лаких крстарица и тешких крстарица. Њиме је установљено да се тешком крстарицом сматра свака крстарица чије главно наоружање чине топови калибра већег од 155 мм. Стандардна маса тешких крстарица била је ограничена на 10.000 тона, а калибар главне артиљерије на 203 мм. У систему поморског наоружања, тешке крстарице су заузеле месту између лаких крстарица и бојних крсташа. У неким земљама, посебно у Немачкој и Совјетском Савезу, изграђене су или пројектоване тешке крстарице, које су знатно одступале од међународног стандарда. Тешке крстарице су чиниле важан део флота свих поморских држава, и активно су учествовале у Другом светском рату. Након завршетка рата, веома мали број тешких крстарица остао је у наоружању флота Аргентине, Шпаније и САД. Последњи бродови ове класе нестали су 1991. године, након дугог периода проведеног у резерви.

## Појава Вашингтонских крстарица
На појаву класе тешких крстарица у војнопоморској историји утицали су подједнако, штедљиви британски морнари и дипломате водећих нација запада. Британски адмиралитет је 1915. године завршио са немачким лаким крстарицама – рејдерима, и из страха од нових хипотетичких немачких рејдера са моћним наоружањем, наручио је нову серију крстарица, које је требало у сваком погледу да превазиђу све будуће немачке лаке крстарице. Пошавши од претпоставке да ће нови непријатељски рејдери имати топове од 150 мм, адмиралитет је одлучио да нови „ловци рејдера“ имају топове већег калибра, који би се и даље ручно пунили, али би били знатно супериорнији од немачких топова 150 мм, по питању ефикасног домета и масе експлозивног пуњења. Као резултат тога, одлучено је да се на новим крстарицама поставе топови калибра 190 мм. У периоду 1916—1917 године, започета је градња 5 тешких крстарица класе Хокинс (енгл. Hawkins) – Фробишер (енгл. Frobisher), Ефингем (енгл. Effingham), Рали (енгл. Raleigh) и Кавендиш (енгл. Cavendish) али ниједна није узела учешће у Првом светском рату.
Када је 1922. године на Вашингтонској поморској конференцији о ограничавању поморског наоружања, одлучено да се ограниче квалитативне карактеристике бродова, укључујући и крстарице, Британци нису желели да расходују своје најновије и веома скупе крстарице, и инсистирали су на усвајању карактеристика класе Хокинс, као стандардне. Ово је високо промовисано, и утисак који је произвео «Хокинс« на војнопоморске кругове света, био је веома велики. На пример, Јапан и САД, одмах су планирале да крену са развојем собствених крстарица, како не би заостале за британцима.

Као резултат тога, главне уговорне стране, веома повољно су реаговале на жеље британске делегације. Тако се по чланцима XI и XII Вашингтонског поморског уговора 1922. године, забрањује градња крстарица тежих од 10.000 тона, а максималнио дозвељени калибар топова главне артиљерије, био је 203 мм. Број новоизграђених крстарица није ограничен, али је ограничена њихова укупна тонажа у флоти у пропорцији: 5 : 5 : 3 : 1,75 : 1,75, односећи се на Сједињене Америчке Државе : Уједињено Краљевство : Јапан : Француску : Италију. Пошто је градња бојних бродова и бојних крсташа Вашингтонским договором прекинута, отпочела је «крстаричка» грозница. Карактеристике овог новог такмичења добро илуструју речи америчког адмирала Роберта Кунца:
„Сада, када је увећању ратних флота наметнуто ограничење, отпочела је нова трка. Ово такмичење ће се односити на квалитет..“.

## Прва генерација тешких крстарица

### Тешке крстарице Велике Британије
Посебни захтеви Британске империје довели су до стварања специфичног пројекта нове «вашингтонске» крстарице. Основни задатак ове подкласе крстарица требало је да буде, дејство по комуникација империје, било где у свету. У складу са тим, бродови су пројектовани са посебним нагласком на велику даљину пловљења, добре пловне карактеристике и што конфорније услове за чланове посаде. Оружје нових крстарица, које се састојало од 8 топова 203 мм, «појело» је велики део масе од дозвољеног лимита, и класа Кент (енгл. Kent) је оформљена око артиљерије главног калибра. Изузетно слаба оклопна заштита ових бродова. представљала је велику рањивост од непријатељске ватре, при чему опасност за њих нису представљали само бродови те класе, него и лаке крстарице, па чак и разарачи. Релативну заштиту имали си само подруми главне артиљерије, а бок је имао веома кратак и танак балистички појас. У почетку, британски адмиралитет је планирао изградњу 17 крстарица овог типа, али финансијске потешкоће, као и очигчедни недостаци пројекта, смањили су тај број на 5 – Бервик (енгл. Berwick), Камберленд (енгл. Cumberland), Сафок (енгл. Suffolk), Кент (енгл. Kent) и Корнвол (енгл. Cornwall). Поред тога, још две крстарице те класе, изграђене су за Аустралијску ратну флоту – Острелиа (енгл. Australia) и Канбера (енгл. Canbera).
Убрзо након почетка градње крстарица класе Кент, британски морнари су били убеђени да су инфериорни у односу на стране крстарице, по питању оклопне заштите и брзине. С обзиром на високе захтеве Краљевске морнарице за великим опсегом крстарења и добрим пловним карактеристикама британских бродова, значајније повечање оклопне заштите није било могуће, и оклоп друге серије британских «вашингтонских крстарица», класе Лондон, био је само незнатно побољшан. Брзина је мало повећана али на штету антиторпедних избочина, што је заузврат погоршало противторпедну заштиту. Током 1929. године, у састав британске флоте, ушле су 4 крстарице ове серије – Лондон (енгл. London), Девоншир (енгл. Devonshire), Шропшир (енгл. Shropshire) и Сасекс (енгл. Sussex).
Још током изградње, британске крстарице су биле јако критиковане, због очигледне неуравнотежености офазнивног и дефанзивног квалитета. Међутим, сви покушаји конструктора да бродовима повећају заштиту, нису успели због ограничене границе стандардне величине. Као резултат тога, 1930. године, завршена је градња две крстарице класе Норфок (енгл. Norfolk) и Дорсетшир (ен. Dorsеtshire) које су се мало разликовале од претходних. Практично, само су муницијски магацини главне артиљерије били боље заштићени, док су све остале промене биле једва приметне.
У периоду од 1927. године до 1930. године, британска флота је добила 11 тешких крстарица, у војнопоморској литератури обично назване именом као класа Каунти (енгл. County), јер су све биле веома сличне по дизајну, а носиле су имена британских грофовија. Велики и високостранични, са архаичном архитектуром, они су били јако погодни за дејства по поморским комуникацијама, где су главну улогу играле не борбене особине бродова, и њихова велика даљина пловљења. Шта више, ови бродови су показали своје најбоље квалитет при операцијама у поларним водама, где је њихова пловност била од изузетног значаја. Међутим, због слабости заштите, затражена је израда радикалне модернизације крстарица, одмах након што су крстарице класе Каунти уведене у строј.
| Тактичко-техничке карактеристике британских тешких крстарица |                          |                          |                          |                          |
|                                                              | «Хокинс»                 | «Кент»                   | «Лондон»                 | «Норфок»                 |
| Стандардни депласман, т                                      | 9.850                    | 9.500                    | 9.850                    | 9.900                    |
| Пуни депласман, т                                            | 12.500                   | 13.450                   | 13.315                   | 13.290                   |
| Артиљерија главног калибра                                   | 7 х 190 мм/50            | 8 х 203 мм/50            | 8 х 203 мм/50            | 8 х 203 мм/50            |
| Помоћно наоружање                                            | 5 х 102 мм/45            | 4 х 102 мм/45            | 8 х 102 мм/45            | 4 х 102 мм/45            |
| Оклоп палубе, главни појас, мм                               | 51 - 76                  | 34 - 114                 | 35 - 114                 | 34 - 102                 |
| Оклоп палубе, мм                                             | 37 - 51                  | 35 - 37                  | 35 - 42                  | 35 - 37                  |
| Оклоп куле главне артиљерије, мм                             | 51 - 76                  | 114                      | 90 - 115                 | 90 - 115                 |
| Енергетско постројење                                        | парне турбине, 55.000 КС | парне турбине, 80.000 КС | парне турбине, 80.000 КС | парне турбине, 80.000 КС |
| Максимална брзина, чвор                                      | 29,5                     | 32,25                    | 32,25                    | 32,25                    |
| Посада                                                       | 690 - 750                | 685 - 710                | 700 - 850                | 685 - 710                |

### Тешке крстарице Француске
Током почетног периода 1920.тих година, француски адмиралштаб је био захваћем крстаричком грозницом. Према плановима адмиралштаба, француска флота је требало да добије 21-ну тешку крстарицу. Градња прве две крстарице – Дукун (фр. Duqusne) и Турвил (фр. Tuorville) отпочела је током 1924—1925. године. Крстарицама класе Дукун додељена је улога ескадрених извиђача на великим даљинама, као и заштита поморских комуникација. Пројекат је разрађен на бази лаке крстарице типа Дугеј-Труан (фр. Duguay-Trouin), и наследио је од њих веома слабу заштиту, осим муницијских магацина главне артиљерије, те је због тога назван „картонски“ пројекат. Међутим, брзина и пловне особине крстарица овог типа, биле су веома добре.
На следеће четири крстарице класе Сифрен (фр. La Suffren), оклопна заштита је повећана, под утицајем вести о карактеристикама тешких крстарица потецијалног непријатеља - Италије. На прва два брода серије, Сифрен и Колбер (фр. Le Colbert) повећан је оклоп појаса на рачун смањења брзине у односу на класу «Дукун», али је он и даље био занемарљиве дебљине. На крстарици Фош (фр. Le Foch), није повећам оклопни појас, али су постављене унутрашње оклопне преграде, које су биле постављене и на последњој крстарици - Дупле (фр. Le Dupleix). Формално истог типа, бродови ове серије значајно су се разликовали међусобно по питању оклопне заштите. Маса оклопа је стално повећавана, достигавши 1.553 тона на крстарици «Дупле», у поређењу са 645 тона на крстарици «Сифрен».
| Тактичко технички подаци француских тешких крстарица |                    |                            |                   |                  |                   |                  |                           |              |
| Класа                                                | Стандардна маса, т | Артиљерија главног калибра | Помоћно наоружање | Оклоп појаса, мм | Оклоп куле ГА, мм | Оклоп палубе, мм | Енергетско постројење, КС | Брзина, чвор |
| «Турвил»                                             | 10.000             | 8 х 203 мм                 | 8 х 76 мм         | 25               | 25                | 30               | 120.000                   | 33,75        |
| «Сифрен»                                             | 10.000             | 8 х 203 мм                 | 8 х 76 мм         | 56               | 25                | 25               | 90.000                    | 31,3         |

### Тешке крстарице Сједињених Америчких Држава
Пројектовање крстарице са топовима од 203 мм, Американци су отпочели још 1919. године. Основни проблем је био противречност између концепције – релативно спорог али добро заштићеног “ескадреног“ крсташа, и брзог заштитника трговачких комуникација. После ступања на снагу вашингтонских ограничења, пројектанти су пронашли компромис и први пар амечких тешких крстарица класе Пенсакола (енгл. Pensacola), показао се као нешто између. Моћна артиљерија од 10 топа 203 мм, смештена у комбинацији двоцевних и троцевних кула, велика брзина и ограничена оклопна заштита, која је могла заштити једино од топовске ватре разарача. Борба лаким крстарицама требало је да се води са безбедног растојања, али су зато све стране «вашингтоске» крстарице могле пробили оклоп Пенсаколе са било које дистанце. Стабилност и пловне карактеристике ових крстарица, нису били на завидном нивоу. Други брод овог типа, била је крстарица Солт Лејк Сити.
Одмах након првог пара крстарица, Американци су отпочели изградњу следећe серије од 6 брода типа Нортемптон (енгл. Northampton) – Честер (енгл. Chester), Луивил (енгл. Louisville), Чикаго (енгл. Chicago), Хјустон (енгл. Houston) и Огаста (енгл. Augusta). Главна измена је била у артиљерији главног калибра, и на овим бродовима се састојала од 9 топа у троцевним кулама. Код типа Нортемптон побољшане су пловне карактеристике, али оклопна заштита није битније измењена, и још увек није штитила од граната 203 мм. Бродови оба типа, Пенсакола и Нортемптон, сматрани су недотовареним бродовима - њихова маса је била за 900 тона мања од вашингтонског лимита.
Слаба заштита првих тешких крстарица навела је америчке морнаре на идеју о општој преради пројекта. Израда само мало бољих крстарица класе Портленд (енгл. Portland) била је принудни потез, намењен индустији у условима велике депресије. Стога, уместо 7 планираних бродова, изграђена су свега 2 – Портленд и Индианаполис (енгл. Indianapolis). Генерално, мало другачија од претходних типова, Портленд је имао јачи оклоп, који је штитио од пројектила 203 мм, као и јаче противавионско наоружање. Стандардна маса, по први пут је достигла договорени лимит.
| Тактичко-техничке карактеристике британских тешких крстарица |             |              |            |
|                                                              | «Пенсакола» | «Нортемптон» | «Портленд» |
| Стандардни депласман, т                                      | 9.000       | 9.050        | 10.258     |
| Пуни депласман, т                                            | 12.050      | 12.350       | 12.775     |
| Артиљерија главног калибра                                   | 10 х 203 мм | 9 х 203 мм   | 9 х 203 мм |
| Помоћно наоружање                                            | 4 х 127 мм  | 8 х 127 мм   | 8 х 127 мм |
| Оклоп палубе, главни појас, мм                               | 51 - 56     | 70           | 57 - 64    |
| Оклоп палубе, мм                                             | 25 - 37     | 25 - 52      | 64         |
| Оклоп куле главне артиљерије, мм                             | 25 - 65     | 52 - 65      | 38 - 63    |
| Енергетско постројење                                        | 107.000 КС  | 107.000 КС   | 107.000 КС |
| Максимална брзина, чвор                                      | 32,5        | 32,5         | 32,7       |
| Посада                                                       | 631         | 795          | 952        |

### Тешке крстарице Италије
Своје прве вашингтонске крстарице, италијански бродоградитељи почели су пројектовати 1923. године. На бродове овог типа полагане су огромне, па чак и претеране наде. Сматрало се да ће они вршити функцију главне ударне снаге флоте. Приоритет је првобитно стављен на максимално велику брзину и моћно наоружање. Због тога су жртвоване пловне катактеристике бродова и акцијони радијус. Веровало се да ће супериорност у брзини, омогућити крстарицама бирање дистанце борбе и избегавање неприајтељеска ватре.
Као резултат тога, италијанске крстарице класе Тренто (итал. Trento), биле су барем на папиру носиоци брзинских рекорда током 1920.тих година. На тестовима крстарице су постигле брзину од скоро 36 чвора, мада су током службе ретко кад успеле да развију брзину већу од 31 чвор. Упркос приоритету за добре брзинске карактеристике, италијански конструктори су успели опремити појас и палубу довољно великим оклопом, који је могао издржати ватру лаких крстарица. Један од главних недостатака крстарица овог типа, био је, прилично непоуздана и непрецизна артиљерија главног калибра. Други брод овог типа, био је Триесте (итал. Trieste).
| Тактичко технички подаци тешких крстарица класе Тренто |              |                            |                   |                  |                   |                  |                           |              |
| Стандардна маса, т                                     | Пуна маса, т | Артиљерија главног калибра | Помоћно наоружање | Оклоп појаса, мм | Оклоп куле ГА, мм | Оклоп палубе, мм | Енергетско постројење, КС | Брзина, чвор |
| 10.500                                                 | 14.600       | 8 х 203 мм                 | 16 х 100 мм       | 70 мм            | 100 мм            | 20 - 50 мм       | 120.000 КС                | 34           |

### Тешке крстарице Јапана
Јапан је прошао веома специфичан пут у развоју тешких крстарица. Први бродови ове подкласе, почели су да се развијају у Јапану, још 1918. године, и спуним правом могу се назвати “довашингтонске”. Основна намена нових борбених јединица, били су извиђачки задаци а такође и подршка лаким снагама. Велики утицај на пројекат имале су британске крстарице класе Хокинс, и јапански конструктори су се трудили да их превазиђу. Кључна конструкторска решења, разрађена су на експерименталној лакој крстарици Јубари». Међутим, прве тешке крстарице - Фурутака (јап. 古鷹) и Како (јап. 加古), показале су се веома лоше. Жеља да се “два литара воде сипа у полалитарску боцу” довело је до огромног преоптерећења бродова — 1000 тона, то јест 15% од пројектне масе. Као резултат, брзина је смањена, а пловне карактеристике су биле веома лоше.
Градња друге две крстарице - Аоба (јап. 青葉) и Кинугаса (јап. 衣笠), започета је пре поринућа прве две крстарице, те су оне наследиле исте недостатке – велико преоптерећење и лоше пловне карактарестике. На крају се испоставило да је стабилност крстарица класе Аоба била још мања, због тежег наоружања. Градњом крстарица на овај начин, Јапанци су покушали да се уклопе у масу, дозвољену Вашнгтонским лимитом, са што већим бројем борбених јединица.
Наоружање обе класе крстарица се у почетку састојало од 6 топа 200 мм, постављених у једноцевне куле, подједнако постављених на прамцу и крми. Упериоду од 1936. године до 1940. године, на све четири крстарице су поскидане једноцевне куле и постављене по 3 двоцевне куле наоружане топовима 203 мм.
| Тактичко технички подаци јапанских тешких крстарица |                    |                            |                   |                  |                   |                  |                           |              |
| Класа                                               | Стандардна маса, т | Артиљерија главног калибра | Помоћно наоружање | Оклоп појаса, мм | Оклоп куле ГА, мм | Оклоп палубе, мм | Енергетско постројење, КС | Брзина, чвор |
| «Фурутака»                                          |                    | 6 х 200 мм                 | 4 х 80 мм         |                  |                   |                  |                           |              |
| «Аоба»                                              |                    | 6 х 200 мм                 | 4 х 120 мм        |                  |                   |                  |                           |              |

### Тешке крстарице Немачке
Након Првог светског рата, Версајским ограничењем, Немачкој је дозвољено да изгради свега 6 бродова масе, не веће од 10.000 тона. У првој половини 1920.тих година, немачки бродоградтељи су припремили низ пројеката будућих борбених јединица, међу којима се налазио и пројекат типичне “вашингтонске” крстарице. По пројекту, крстарица је требало да има 8 топова 210 мм, брзину од 32 чвора, и у односу на тешке крстарице осталих страна, много бољу оклопну заштиту.

Без обзира на све квалитете, руководство «Рајхсмарине» је након више разматрања одлучило да одбаци пројекат наизглед доброг дизајна. Уистину...
„…чак и добра 8 инчна крстарица, постала би само јадна од многих јединица ове класе у свету, и не би могла значајније да угрози поморску моћ бивших противника. С друге стране, такав океански брод не би имао ни мало успеха у одбрани својих обала, нити у борби против бојних бродова дреднота, па чак ни против застарелих пред-дреднота“.
Као резултат тога, команда немачке ратне морнарице долази до закључка да је неопходно стврање “прелазног” брода, способног да се носи са сваком тешком крстарицом, а да може побећи сваком тадашњем бојном броду дредноту. Први нацрт пројекта за такав “прелазни” брод, био је готов 1926. године, а почетком 1929. године, почиње градња првог брода класе Дојчланд. Из политичких разлога, нови тип брода је класифициран као бојни брод
“Још током градње, немачки пројекат је изазвао велико узбуђење у светским морнаричким круговима. Због наметнутог ограничења масе, немачки конструктори су били принуђени да значајно смање оклопну заштиту, али су зато 6 топа 280 мм, представљала изузетно велику опасност за сваку тешку крстарицу потенцијалних непријатеља. По брзини Дојчланд је био знатно спорији од вашингтонских крстарица, али његови дизел мотори не само да омогућавали огромни радијус дејства, него је брод могао да се покрене за само неколико минута. Да би се покренули бродови са парним турбинама потребноје од 30 минута до 1 сата. Дојчланд није могао својим анемичним противницима да уради само једно — да их стигне. Но ово се није ни захтевало од брода, по поморској доктрини њему је додељен као примарни задатак, самостални рајдерски напади на трговачко бродовље”.
Необични бродови су у британској штампи названи “Џепни бојни бродови”, мада су они заправо били нестандарне тешке крстарице. Након брода Дојчланд, у строј су ушли Адмирал Шер (нем. Admiral Scheer) и Адмирал граф Шпе (нем. Admiral Graf Spee), при чему је на сваком следећем броду маса порасла, а оклопна заштита повећана. Планирана изградња 4-тог и 5-тог брода овог типа није реализована, и уместо њих, Немци су почели да граде знатно веће бојне крсташе Шарнхорст (нем. Scharnhorst) и Гнајзенау (нем. Gneisenau). Јануара 1940. године, преживели “џепни бојни бродови” су официјелно прекласификовани у тешке крстарице.
| Тактичко технички подаци немачких џепних бојних бродова |                    |                            |                   |                  |                   |                  |                           |              |
| Класан                                                  | Стандардна маса, т | Артиљерија главног калибра | Помоћно наоружање | Оклоп појаса, мм | Оклоп куле ГА, мм | Оклоп палубе, мм | Енергетско постројење, КС | Брзина, чвор |
| «Дојчланд»                                              |                    | 6 х 280 мм                 |                   |                  |                   |                  |                           |              |
| «Адмирал Шер»                                           |                    | 6 х 280 мм                 |                   |                  |                   |                  |                           |              |
| «Адмирал граф Шпе»                                      |                    | 6 х 280 мм                 |                   |                  |                   |                  |                           |              |

### Оцена тешких крстарица прве генерације
Након почетка изградње првих тешких крстарица, конструктори су установили да је комбиновање контрадикторних захтева под датим условима веома тешко.
“Не имајући никакво искуство у изградњи брзих јединица са моћном артиљеријом од 203 мм, али са ограниченом масом, конструктори су у почетку претрпели један од најбруталнијих војних неуспеха у историји бродоградње”..
Обележје свих првих вашингтонских крстарица било је неадекватна оклопна заштита, нарушавајући емпиријско правило, према којем брод треба да буде што више отпопран на ватру топова, истог калибра као и његови. У стварности, оклоп свих “вашингтонаца” прве генерације није мога да их заштити ни од ватре топова 152 мм, којим су биле наоружане већина лаких крстарица. Дакле они су били очигледно неподобни за борбене ескадре. Шта више, својим солидно великим размерама представљали су згодну мету.

Критиковано је и наоружање тешких крстарица. Снажни топови од 8 инча, чинили су се непотребним за уништење мањих бродова противника, лаких крстарица и разарача, а улазак у борбу са колегом по класи, била је непожељна због слабог оклопа. На тај начин, тешке крстарице су поновиле судбину својих претходника – оклопних крсташа. Сувише слаби да би били укључени у састав борбене ескадре, обоје беху изузетно јаки за акције по комуникацијама, а веома скупи. Ауторитативни британкси годишњак “Jane’s fighting ships” је 1929. године изјавио:
“Тешко да би било која сила изабрала изградњу типа крстарица, као што су Кент, Пенсакола, Како или Турвил, уколико њихов дизајн није био по пропису” — наводило се у чланку. “Препуштене саме себи, ове силе су желеле изабрати тип крстарица, које су највише одговарале њиховим националним интересима, за обављање разноврсних задатака. Међутим, овог пута су све силе биле повезане посебним видом “конкурентне кратковидости”. 
Пошто су све водеће поморске силе почеле са градњом оваквих тешких крстарица, конструктори су били приморани да наставе са њиховим сталним унапређивањем.
 

## Тешке крстарице у дипломатској борби 1920—1930.тих година
Лишене могућности градње бојних бродова, ратне морнарице свих великих сила, фокусирају се на градњу тешких крстарица. Нагли пораст бродова ове класе, довело је до новог погоршања у војнодипломатској борби. Дана 20. јуна 1927. године, у Женеви је отпочела поморска конференција посвећена крстарицама. На њој су писуствовали представници Сједињених Америчких Држава, Велике Британије и Јапана. Представници Италије и Француске нису хтели да присуствују конференцији. Американци, који су иначе били иницијатори преговора, покушали су да постигну равноправност своје крстаричке флоте са Великом Британијом, при томе значајно ограничавајући Јапан. Британци су категорички били против те иницијативе и предложили следећи план:
1. Поделити све крстарице на тешке (масе 7.500 – 10.000 тона, артиљерија до 203 мм) и лаке (маса до 7.500 тона, артиљерија не већа од 152 мм).
2. Број тешких крстарица био би у пропорцији 5:3:3 – Велика Британија : Сједињене Америчке Државе : Јапан.
3. Количина лаких крстарица, није ограничена.[42]

Собзирон на неприхватљиве противречности присутних сила, Женевска конференција је застала и доживела потпуни неуспех.
Након неуспелих преговора у Женеви, Сједињене Америчке Државе су започеле демонстративну трку у градњи крстарица, нашта указује и њихов план да у наредних 5 година, изграде 25 “вашингтонских крстарица”. Амерички конгрес је доделио средства за почетак градње првих 15 крстарица, али онда су се Американци вратили за преговарачки сто. Дана 21. јануара 1930. године, у Лондону је отпочела нова поморска конференција. Овог пута, конференција је посвећена широком спектру питања, а биле су присутне све веће поморске силе. На преговорима, САД су покушавале да добију равноправност са Великом Британијом, Јапан 70 одсто Британске носивости, Француска је желела паритет са Великом Британијом, а Италија паритет са Француском. На крају, Британци су успели да придобију на своју страну Јапан, Италију и Француску, а Американцима су морали да попусте. Треба напоменути да је на Лондонској конференцији усвојена дефиниција “тешка крстарица”, као стандардни ратни брод са масом не већом од 10.000 тона и са артиљеријом већом од 155 мм.
По одлуци на Лондонској поморској конференцији 1930. године, максималан број тешких крстарица дозвољен да се налази у саставе флота договорних страна: Сједињене Америчке Државе, Уједињено Краљевство, и Јапан, одређен је следећим бројкама. Сједињене Америчке Државе могу имати највише 18 тешких крстарица, Велика Британија и њени доминиони, не више од 15, а Јапан - 12. Поред тога, укупна маса тешких крстарица у састав флота чланица уговора, није смела да пређе: за Сједињене Америчке Државе - 180.000 тоне, за Велику Британију - 146.800 тона, и за Јапан - 108.400 тона.
Француска и Италија нису потписале Лондонски договор, већ су одлучиле да саме воде разговор о регионалним питањима ратне морнарице. Дана 1. марта 1931. године, потписам је Римски пакт, а учеснице су биле Уједињено Краљевство, Француска и Италија. По њему, нарочито је забрањена изградња нових тешких крстарица, после реализације програма из 1930. године, и успоставио је однос француских и италијанских бродова ове класе, на 7:7.
Упркос потписивању различитих договора, међународна ситуација је наставила да се погоршава, те се у Лондону 1934. годне поново састају три стране – Уједињено Краљевство, Јапан и Сједињене Америчке Државе, уз присуство посматрача из Француске и Италије. Имајући у виду деструктивни положај јапанске стране, преговори западају у ћорсокак, и 29. децембра 1934. године, јапанска влада је осудила све претходно потписане споразуме о поморском оружју. Као резултат тога, јавила се потреба за одржавањем нове кенференције о војнопоморским питањима.
Друга лондонска поморска конференција, била је одржана од 9. децембра 1935. године до 25. марта 1936. године, првобитно је сведена на покушај да се Јапан примора на спровођење вашингтонског споразума из 1922. године. Након што је јапанска страна напустила конференцију 15. јануара 1936. године, преговори су изгубили на значају, али су ипак настављени, пошто неколико споразума још увек нису била потписана. На лондонској поморској конференцији из 1936. године, закључено је између Сједињених Америчких Држава, Велике Британије и Француске, да не могу да се граде или купују бродови класе “тешка крстарица”, све до 1942. године. Квалитативне границе прве лондонске конференције, остале су и даље на снази.